# Andrea Schiavone (calciatore)
Andrea Schiavone (Torino, 23 febbraio 1993) è un calciatore italiano, centrocampista della Pro Patria.

## Caratteristiche tecniche
Gioca come regista di centrocampo, ed è dotato di un'ottima visione di gioco e di una buona tecnica.

## Carriera

### Club

#### Esordi
Dopo un anno nel Lascaris, nel 1999 all'età di sei anni entra nel settore giovanile della Juventus, nel quale rimane ininterrottamente fino al termine della stagione 2012-2013.

#### Prestiti a Siena, Modena e Livorno
Nella stagione 2013-2014 ha giocato in prestito nel Siena, in Serie B: con la squadra toscana ha disputato 21 partite di campionato mettendo anche a segno 2 gol.
L'anno seguente passa invece in prestito al Modena, sempre in Serie B dove segna 2 gol in 36 partite e si piazza 14º nella Top 15 dei centrocampisti di Serie B secondo una classifica stilata dalla Lega Serie B.
Il 17 luglio 2015 passa in prestito fino al termine della stagione al Livorno.

#### Cesena
Il 1º luglio 2016 lascia definitivamente la Juventus, dopo 17 anni, per trasferirsi a titolo definitivo al Cesena. Segna la sua prima rete con la maglia bianconera il 7 agosto 2016 nella sfida casalinga del secondo turno di Coppa Italia contro l'Arezzo. 
Il primo gol in campionato arriva il 4 aprile 2017 in occasione del match contro il Brescia, poi terminato 1-1. La stagione seguente sarà una delle più prolifiche della sua carriera dove sigla 4 gol rispettivamente contro lo Spezia, la Ternana, il Perugia e la Virtus Entella.

#### Bari e Salernitana
Il 24 luglio 2019 diventa ufficialmente un giocatore del Bari, dove esordisce il 18 agosto in occasione del match contro l'Avellino vinto da questi ultimi 1-0, valido per la Coppa Italia Serie C.
Il 23 settembre 2020 passa in prestito alla Salernitana. Con i campani ottiene la promozione in Serie A al termine della stagione 2020-2021. 
L'annata 2021-2022 è la prima per Schiavone in Serie A. Il 22 agosto 2021 fa il suo esordio in massima serie nella partita in casa del Bologna, subentrando nel finale a Paweł Jaroszyński; il 26 ottobre 2021 segna il primo gol con la maglia della Salernitana, nonché primo in Serie A, realizzando nell'ultimo minuto di gioco il gol del definitivo 2-1 nella vittoria esterna sul campo del Venezia.

#### Südtirol
Rimasto svincolato dopo l'esperienza con la Salernitana, il 1º settembre 2022 firma un contratto annuale con il Südtirol, club neopromosso in Serie B per la prima volta nella sua storia. Esordisce con la nuova maglia in occasione del match poi vinto 2-1 contro il Pisa; conclude la stagione con complessive 15 partite di campionato giocate. A fine stagione il club non ha esercitato l'opzione di rinnovo per un'altra stagione e il giocatore rimane nuovamente svincolato. 

#### Olbia
Il 3 gennaio 2024, dopo sei mesi trascorsi senza squadra, viene tesserato dall'Olbia, in Serie C.

### Nazionale
Nel 2008 ha giocato 3 partite con la nazionale Under-16; l'anno successivo ha invece preso parte a 2 incontri della nazionale Under-17. Nel 2012 ha preso parte agli Europei Under-19. Nei due anni seguenti ha giocato numerose partite con la nazionale Under-20, mentre il 4 giugno 2014 ha esordito con la maglia della nazionale Under-21 nella partita amichevole vinta per 4-0 contro i pari età del Montenegro.

## Statistiche

### Presenze e reti nei club
Statistiche aggiornate al 9 maggio 2024.
| Stagione           | Squadra            | Campionato         | Campionato | Campionato | Coppe nazionali | Coppe nazionali | Coppe nazionali | Coppe continentali | Coppe continentali | Coppe continentali | Altre coppe | Altre coppe | Altre coppe | Totale | Totale |
| Stagione           | Squadra            | Comp               | Pres       | Reti       | Comp            | Pres            | Reti            | Comp               | Pres               | Reti               | Comp        | Pres        | Reti        | Pres   | Reti   |
| ------------------ | ------------------ | ------------------ | ---------- | ---------- | --------------- | --------------- | --------------- | ------------------ | ------------------ | ------------------ | ----------- | ----------- | ----------- | ------ | ------ |
| 2013-2014          | Siena              | B                  | 21         | 2          | CI              | 3               | 0               | -                  | -                  | -                  | -           | -           | -           | 24     | 2      |
| 2014-2015          | Modena             | B                  | 35+1       | 2          | CI              | 3               | 1               | -                  | -                  | -                  | -           | -           | -           | 39     | 3      |
| 2015-2016          | Livorno            | B                  | 35         | 0          | CI              | 2               | 0               | -                  | -                  | -                  | -           | -           | -           | 37     | 0      |
| 2016-2017          | Cesena             | B                  | 30         | 1          | CI              | 4               | 1               | -                  | -                  | -                  | -           | -           | -           | 34     | 2      |
| 2017-2018          | Cesena             | B                  | 34         | 4          | CI              | 1               | 0               | -                  | -                  | -                  | -           | -           | -           | 35     | 4      |
| Totale Cesena      | Totale Cesena      | Totale Cesena      | 64         | 5          |                 | 5               | 1               |                    | -                  | -                  |             | -           | -           | 69     | 6      |
| 2018-2019          | Venezia            | B                  | 23+2       | 0          | CI              | 1               | 0               | -                  | -                  | -                  | -           | -           | -           | 26     | 0      |
| 2019-2020          | Bari               | C                  | 25+3       | 0          | CI-C            | 1               | 0               | -                  | -                  | -                  | -           | -           | -           | 29     | 0      |
| 2020-2021          | Salernitana        | B                  | 28         | 0          | CI              | 0               | 0               | -                  | -                  | -                  | -           | -           | -           | 28     | 0      |
| 2021-2022          | Salernitana        | A                  | 14         | 1          | CI              | 1               | 0               | -                  | -                  | -                  | -           | -           | -           | 15     | 1      |
| Totale Salernitana | Totale Salernitana | Totale Salernitana | 42         | 1          |                 | 1               | 0               |                    | -                  | -                  |             | -           | -           | 43     | 1      |
| 2022-2023          | Südtirol           | B                  | 15         | 0          | CI              | 0               | 0               | -                  | -                  | -                  | -           | -           | -           | 15     | 0      |
| 2023-2024          | Olbia              | C                  | 10         | 0          | CI-C            | 0               | 0               |                    | -                  | -                  |             | -           | -           | 10     | 0      |
| Totale carriera    | Totale carriera    | Totale carriera    | 276        | 10         |                 | 16              | 2               |                    | -                  | -                  |             | -           | -           | 292    | 12     |

## Palmarès

### Club

#### Competizioni giovanili
- Coppa Italia Primavera: 1

Juventus: 2012-2013
- Supercoppa Primavera: 1

Juventus: 2013
- Torneo di Viareggio: 1

Juventus: 2012
- Torneo Internazionale Città di Gradisca - Trofeo Nereo Rocco: 1

Juventus: 2005
- Trofeo Carnevale Città di Gallipoli: 1

Juventus: 2003